# Welterod
Welterod ist eine Ortsgemeinde im Rhein-Lahn-Kreis in Rheinland-Pfalz. Sie gehört der Verbandsgemeinde Nastätten an.

## Geographie
Der Ort liegt im Taunus und hat eine Fläche von 9,95 km² und rund 500 Einwohner. Welterod gehört mit den angrenzenden Ortschaften Strüth und Lipporn zur Vogtei. Zu Welterod gehören auch die Wohnplätze Hof Angschied und Ullmark.

## Geschichte
Etwa im Jahr 1117 übertrug der vermutliche Stammvater des Hauses Nassau, Graf Dudo von Laurenburg, Güter zu Lipporn der Benediktinerabtei St. Salsator in Schaffhausen zur Errichtung eines Konvents in Lipporn, dieses wurde später mit dem im Nachbarort Strüth gelegene Kloster Schönau zu einem Doppelkloster zusammengefasst. 1541 bis 1544 erfolgte die Einführung der Reformation in Strüth, Welterod und Lipporn. Das Kloster Schönau blieb aber katholisch. Während des Dreißigjährigen Krieges wurde der Ort mehrfach geplündert.
1806 kam der Ort in den Besitz des Herzogtums Nassau, das 1866 vom Königreich Preußen annektiert wurde. Nach dem Ersten Weltkrieg befand sich der Ort während der alliierten Rheinlandbesetzung in einem schmalen Korridor zwischen den rechtsrheinischen Brückenköpfen der Amerikaner um Koblenz und der Franzosen um Mainz. Das Gebiet bestand bis zur militärischen Besetzung durch Frankreich im Jahr 1923 als sogenannter Freistaat Flaschenhals. Nach dem Zweiten Weltkrieg lag der Ort in der Französischen Besatzungszone direkt an der Zonengrenze zu dem von den Amerikanern besetzten Hessen und ist seit 1946 Teil des Landes Rheinland-Pfalz.
Bevölkerungsentwicklung
Die Entwicklung der Einwohnerzahl der Gemeinde Welterod, die Werte von 1871 bis 1987 beruhen auf Volkszählungen:
| Jahr | Einwohner |
| ---- | --------- |
| 1815 | 356       |
| 1835 | 429       |
| 1871 | 426       |
| 1905 | 424       |
| 1939 | 355       |
| 1950 | 392       |
| 1961 | 391       |

| Jahr | Einwohner |
| ---- | --------- |
| 1970 | 414       |
| 1987 | 381       |
| 1997 | 484       |
| 2005 | 538       |
| 2011 | 460       |
| 2017 | 458       |
| 2023 | 466       |

## Politik

### Gemeinderat
Der Gemeinderat in Welterod besteht aus acht Ratsmitgliedern, die bei der Kommunalwahl am 9. Juni 2024 in einer Mehrheitswahl gewählt wurden, und dem ehrenamtlichen Ortsbürgermeister als Vorsitzendem. Bis 2009 gehörten dem Gemeinderat zwölf Ratsmitglieder an.

### Bürgermeister
Ortsbürgermeister von Welterod ist Wilfried Kehraus. Bei der Direktwahl am 26. Mai 2019 wurde er mit einem Stimmenanteil von 80,84 % wiedergewählt. Da für die Direktwahl am 9. Juni 2024 kein Wahlvorschlag eingereicht wurde, oblag die Neuwahl des Bürgermeisters gemäß rheinland-pfälzischer Gemeindeordnung dem Rat der Gemeinde. Dieser bestätigte Wilfried Kehraus auf seiner konstituierenden Sitzung am 15. Juli 2024 für weitere fünf Jahre in seinem Amt.

### Wappen
| Wappen von Welterod | Blasonierung: „In Rot eine blaue gestürzte halbe Spitze, darin zwischen zwei goldenen (gelben) Schindeln ein rotbezungter und golden- (gelb-)bekrönter goldener (gelber) Löwenkopf: vorn ein sechsspeichiges silbernes (weißes) Rad und hinten eine silberne (weiße) Scheibe, belegt mit einem roten Kreuz; über allem ein Dreiblatt aus silbernen (weißen) Eichenblättern.“ |
| Wappen von Welterod | Wappenbegründung: Die Farben Blau und Gold sind die Farben von Nassau, Rot ist die Farbe der Kurfürstentümer Kurmainz und Kurtrier. Welterod ist erstmals 1132 erwähnt, wo Graf Ruprecht I. von Laurenburg das Kloster Schönau in Strüth mit allem Besitz in Welterod und Lipporn an seinen Verwandten Adalbert I von Nassau, dem Erzbischof in Mainz, überträgt. Die drei erwähnten Gemeinden bildeten gemeinsam die heute noch sogenannte Vogtei. Die Grafen von Laurenburg mit ihrer Stammburg im Werkerbachtal bei Lipporn erbauten 1124 bis 1125 die Burg in Nassau und nennen sich seit 1158 bis 1160 Grafen von Nassau. Es ist nachzulesen, dass die Vogtei in einem Dreiländereck der Verwaltungen aus Mainz (Rad), Trier (Kreuz) und Nassau (Löwe) beheimatet ist. Der Name Welterod entstammt den beiden Worten Wald und Roden. Noch heute besteht fast zwei Drittel der Gemeindefläche aus Waldgebiet. Die Eichenblätter symbolisieren sowohl die drei Gemeinden der Vogtei als auch den Waldreichtum. Das vom Heraldiker Heinz Ritt in Zusammenarbeit mit Welteroder Bürgern entworfene Wappen wurde am 16. Januar 1990 durch die Bezirksregierung Koblenz genehmigt. |

## Persönlichkeiten
- Rudolf Tönges (1894–1968), Politiker (CDU), Mitglied des Landtages von Rheinland-Pfalz, 1945 bis 1964 ehrenamtlicher Bürgermeister von Welterod